# Tribunal dels Tumults
El Tribunal dels Tumults va ser un jutjat d'excepció instaurat el 5 de setembre de 1567 a Brussel·les als Països Baixos espanyols per Fernando Álvarez de Toledo y Pimentel, tercer duc d'Alba, instigat per Felip II d'Espanya, per perseguir els oponents al règim espanyol i assegurar els interessos del rei. És conegut a Bèlgica i els Països Baixos amb el nom de Bloedraad (tribunal de la sang), que prové del fet que durant el govern d'Alba s'hi van condemnar a mort almenys 1073 persones i desterrar 11.130 dissidents. Els béns dels condemnats eren confiscats i esqueien a la Corona d'Espanya. En una carta a Felip II, Juan de Vargas, dominic i jutge del tribunal, va estimar els ingressos dels béns confiscats a 20 milions de tàlers per any.
Amb la missió oficial de combatre el moviment calvinista vituperat pels catòlics com heretgia i de protegir la fe i les possessions de l'Església catòlica, de fet instal·lava un règim de terror per sotmetre la població i confiscar un màxim de béns. Dues de les víctimes més conegudes del tribunal van ser els comtes Lamoral d'Egmont i Filip van Montmorency-Nivelle, comte d'Horn, tot i ser reialistes, nobles, catòlics i proespanyols. Amb aquest assassinat el 1568, Alba volia imposar el seu poder i intimidar la població en mostrar que ningú era a cobert de la «justícia», ni els càrrecs més alts. Aquests fets històrics van inspirar una tragèdia de Goethe i una obertura de Beethoven.
Com a conseqüència, en la literatura neerlandesa, el duc d'Alba va ser descrit com un tirà cruel i bàrbar i Felip II com un rei incompetent i cobejós. Tot i això, la repressió no va ser efectiva, sinó que va augmentar els greuges de la població. És considerat com una de les causes majors de la Guerra dels Vuitanta Anys, com que els moderats i una gran part de la noblesa catòlica proespanyola van canviar de camp. Així, la rebel·lió va rebrotar el 1572 quan Guillem d'Orange va aconseguir el suport d'Anglaterra i els hugonots francesos. Frísia, Drenthe, els comtats d'Holanda i Zelanda van ser conquerides pels rebels. El successor d'Alba, Lluís de Requesens que va ser governador del 1573 al 1576 va assajar una política de conciliació (amnistia general, abolició dels impostos sobre les vendes), però va fracassar en la pacificació del país, en part per la fallida financera de la monarquia espanyola i el refús de Felip II de qualsevol concessió a les altres exigències dels rebels, com ara la llibertat de culte. El Tribunal va continuar la seva activitat sota Requesens, però ja no va dictaminar cap sentència de mort ni confiscació.
El Consell dels Estats va abolir el Tribunal dels tumults el 14 de maig del 1576 i uns jutges van ser empresonats breument. La majoria dels arxius del tribunal va ser destruïda, en aplicació del tractat conegut com a Pacificació de Gant signat el 8 de novembre del 1576. Amb el Plakkaat van Verlatinghe del 1581 la part septentrional de les disset Províncies va ser la primera colònia de Castella que va independitzar-se.

## En les arts
- Egmont (1775-1787), tragèdia de Johann Wolfgang von Goethe
- Egmont, op. 84, de Ludwig van Beethoven,